# Condado de Harlan (Kentucky)
El condado de Harlan (en inglés: Harlan County), fundado en 1819, es uno de 120 condados del estado estadounidense de Kentucky. En el año 2000, el condado tenía una población de 17,983 habitantes y una densidad poblacional de 27 personas por km². La sede del condado es Harlan.

## Geografía
Según la Oficina del Censo, el condado tiene un área total de 1212 km² (468 mi²), de la cual 1210 km² (467,2 mi²) es tierra y 3 km² (1,2 mi²) (0.17%) es agua.

### Condados adyacentes
- Condado de Perry (norte)
- Condado de Letcher (noreste)
- Condado de Wise (Virginia) (este)
- Condado de Lee (Virginia) (sureste)
- Condado de Bell (suroeste)
- Condado de Leslie (noroeste)

## Demografía
Según la Oficina del Censo en 2000, los ingresos medios por hogar en el condado eran de $18,665, y los ingresos medios por familia eran $23,536. Los hombres tenían unos ingresos medios de $29,148 frente a los $19,288 para las mujeres. La renta per cápita para el condado era de $11,585. Alrededor del 32.50% de la población estaban por debajo del umbral de pobreza.

## Localidades
| - Benham - Cumberland - Evarts - Harlan | - Loyall - Lynch - Wallins Creek |

### Comunidades no incorporadas
| - Ages-Brookside - Baxter - Bledsoe - Cawood - Coldiron - Cranks - Dayhoit - Elcomb - Fresh Meadows - Grays Knob - Gulston | - Highsplint - Holmes Mill - Kenvir - Pathfork - Putney - Pine Mountain - Rosspoint - South Wallins - Smith - Teetersville - Totz - Verda |